# Schwarze Witwe (Astronomie)

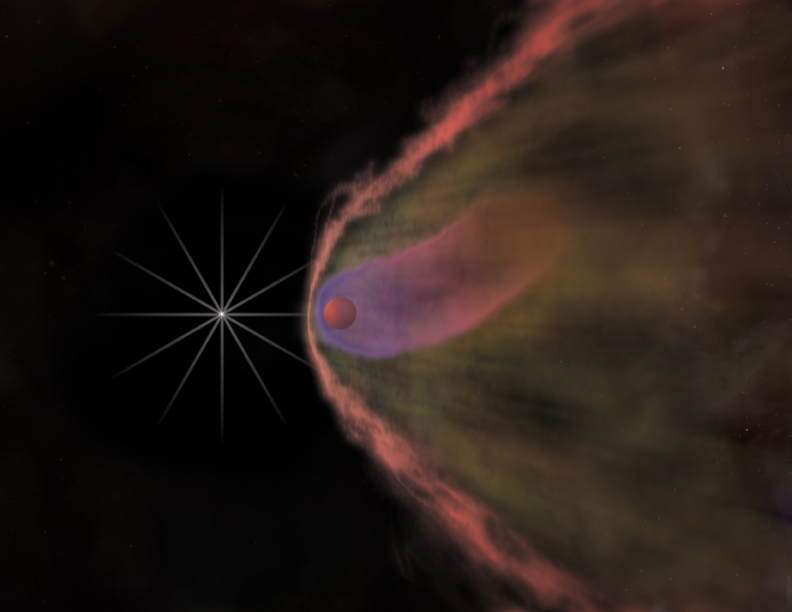
Schematische Darstellung des Eclipsing Binary Millisecond Pulsar PSR J1959+2048. Die Strahlung des Millisekundenpulsars verdampft die Oberfläche des Begleitsterns, von dem ein Sternwind das Doppelsternsystem verlässt.

Eine Schwarze Witwe, engl. Black Widow Pulsar, beschreibt in der Astronomie einen Millisekundenpulsar mit einem massearmen Begleiter in einer engen Umlaufbahn. Die elektromagnetische sowie die Partikelstrahlung des Pulsars erhitzen die Oberfläche seines Begleiters und führen innerhalb einiger Millionen Jahre zur vollständigen Verdampfung des Begleitsterns. Durch die zirkumstellare Materie um den Begleitstern werden die Pulse des Neutronensterns für bis zu 40 % der Bahnumlaufdauer gedämpft. Aufgrund dieses Bedeckungslichtwechsels werden die Schwarzen Witwen auch als Eclipsing Binary Millisecond Pulsars (engl. für bedeckungsveränderliche Millisekundenpulsare in Doppelsternsystemen) bezeichnet.

## Eigenschaften
Die Schwarzen Witwen sind Millisekundenpulsare mit den kürzesten bekannten Pulsperioden mit Werten von weniger als fünf Millisekunden. Da die Pulsare die Energie für die elektromagnetische Strahlung aus ihrer Rotationsgeschwindigkeit gewinnen, dürften die Schwarzen Witwen sehr junge Millisekundenpulsare sein. Die Bahnumlaufdauer des Doppelsystems liegt in der Größenordnung von einem Tag. Unter den Pulsaren ist die magnetische Flussdichte der Schwarzen Witwen von 10 kT (108 Gauß) vergleichsweise sehr gering. Die Eigenbewegung dieser Millisekundenpulsare ist hoch mit Werten von einigen 100 km/s und sie gehören damit zu den Schnellläufern. Die hohe Fluchtgeschwindigkeit dürfte eine Folge der Entstehung des Pulsars in einer Supernova sein. Wegen der schnellen Eigenbewegung befinden sie sich häufig in hohen galaktischen Breiten.
Der Begleiter ist auf seiner dem Pulsar zugewandten Seite heller aufgrund der Erwärmung durch die auf seiner Oberfläche auftreffende Strahlung. Bei PSR J1959+2048 im Sternbild Pfeil liegt die Oberflächentemperatur des Begleiters, einem Braunen Zwerg,  auf der Nachtseite bei 2900 K. Die vom Pulsar beschienene Tagseite wird auf 8300 K erhitzt. Im H-alpha zeigen sich Anzeichen für eine Stoßfront aufgrund der Pulsarstrahlung. Im Bereich der Röntgenstrahlung zeigt sich neben einer Punktquelle ein Plasma-Nebel aus Material aus dem Begleitstern entlang der Bewegungsrichtung der Schwarzen Witwe.
Das Radiolicht des Pulsars durchdringt diesen Nebel aus elektrisch leitendem Gas. Statt diese Strahlung zu schwächen, verstärkt der Nebel Pulsarpulse bei einigen Frequenzen bis zu 80-fach in Millionstelsekunden kurz bevor und nachdem der Pulsar vom dichtesten Teil des Nebels bedeckt wird. Die Dichteunterschiede im Nebel wirken auf Radiowellen wie Glaslinsen auf Licht: Überlappen sich die auf verschiedenem Weg gelenkten Radiowellen, wirkt der Radiopuls 80-fach energiereicher. Durch zeit- und frequenzabhängige Schwankungen der Strahlung wurde deren Ursprung auf rund 10.000 Meter genau in der den Pulsar umhüllenden Magnetosphäre ermittelt. Über 6500 Lichtjahre entfernt entspricht das der Dicke eines Haares auf dem Mars von der Erde aus. Diese bisher für unvorstellbar gehaltene Auflösung stellt einen Rekord in der Radioastronomie dar.
Von mehreren Schwarzen Witwen wurden bisher gepulste Gammastrahlen beobachtet. Da diese Strahlung über alle Phasen des Bahnumlaufs nachgewiesen werden kann, kann sie nicht durch Wechselwirkungen mit zirkumstellarer Materie um den Begleiter entstehen. Sie dürfte direkt durch den Pulsarmechanismus, durch die Beschleunigung geladener Teilchen im Magnetfeld des Neutronensterns, abgestrahlt werden. Möglicherweise gibt es erheblich mehr Doppelsternsysteme aus einem Millisekundenpulsar und einem lichtschwachen entarteten Begleiter als bisher bekannt, da die Radiostrahlung durch die umhüllende Materie absorbiert wird oder die Pulsare radioruhig sind.
Die Masse der Neutronensterne in Schwarzen Witwen liegt bei zwei bis drei Sonnenmassen. Diese Werte sind direkte Messungen mit Hilfe der Shapiro-Verzögerung und abgeleitet aus der Bahndynamik des Doppelsternsystems. Wahrscheinlich entstehen die Neutronensterne mit einer Masse von 1,4 Sonnenmasse und saugen den Rest vom Begleiter über bis zu drei Milliarden Jahre an.

## Entwicklung
Schwarze Witwen entstehen zum Beispiel in massearmen Röntgendoppelsternen. Die Neutronensterne sind nach ihrer Geburt in einer Supernova ein normaler Pulsar und verbrauchen ihre Rotationsenergie durch die Emission elektromagnetischer Strahlung, bis sie eine Rotationsdauer von einigen Sekunden erreichen. Der Begleitstern expandiert im Laufe seiner Entwicklung, weil der Wasserstoffvorrat in seinem Kern verbraucht ist oder die Bahnlaufdauer verringert sich aufgrund eines Drehmomentverlustes durch einen Sternwind entlang seiner Magnetfeldlinien. Dadurch überschreitet der Begleiter das Roche-Grenzvolumen und ein Materietransfer von dem Begleitstern zu dem Neutronenstern setzt ein. Mit dem Materiestrom wird auch Drehmoment über eine Akkretionsscheibe auf den Neutronenstern übertragen, der dadurch beschleunigt wird und dessen Rotationsdauer wieder abnimmt. In der Phase der Massenakkretion wird das Doppelsternsystem als ein Röntgenpulsar beobachtet. Die Materie fällt entlang der Magnetfeldlinien auf die magnetischen Pole des Neutronensterns und setzt Bremsenergie in Form von intensiver Röntgenstrahlung frei. Aufgrund der Rotation des Neutronensterns werden die magnetischen Pole periodisch sichtbar und es entsteht eine gepulste Röntgenstrahlung in Richtung der Erde. Der akkretierende Millisekundenpulsar SWIFT J1749.4–2807 wird gerade in dieser Phase beobachtet. Wenn die Rotationsenergie wieder ausreicht, um den Pulsar einzuschalten, trifft die Strahlung des Pulsars den Begleitstern und das Doppelsternsystem zeigt alle Anzeichen einer Schwarzen Witwe.

## Redbacks
Sind die Begleiter Rote Zwerge, so spricht man auch von Redbacks (engl. für Rotrücken, benannt nach einer Spinnenart). Ein Beispiel für eine derartige Konstellation ist PSR J1023+0038. Redbacks werden als eine Zwischenstufe kurz nach der Reaktivierung der Pulsarstrahlung interpretiert. Im Endstadium ist bereits ein großer Anteil des Begleiters abgetragen worden, während die Roten Zwerge in den Redbacks noch über eine wasserstoffreiche Atmosphäre verfügen. Im Jahre 2001 zeigten optische Spektren von PSR J1023+0038 noch Emissionslinien von der Akkretionsscheibe um den Neutronenstern, die seit 2004 nicht mehr nachgewiesen werden können. Es ist nicht klar, ob sich Redbacks in Schwarze Witwen weiterentwickeln oder bereits das Endstadium der Entwicklung dieser engen Doppelsternsysteme darstellen.

## Beispiele
- PSR J1959+2048
- PSR B1744−24A